# Мольнар, Юлие
Ю́лие Кьер Мо́льнар (норв. Julie Kjær Molnar; род. 14 июля 1993, Норвегия) — норвежская кёрлингистка.
Играет на позиции второго.

## Достижения
- Чемпионат Норвегии по кёрлингу среди женщин: золото (2015), бронза (2020)[2].
- Чемпионат мира по кёрлингу среди смешанных команд: золото (2015).
- Чемпионат Европы по кёрлингу среди смешанных команд: серебро (2014).
- Чемпионат Норвегии по кёрлингу среди смешанных пар: бронза (2017[3]).
- Первенство Европы по кёрлингу среди юниоров: золото (2011).

## Команды
| Сезон                                             | Четвёртый               | Третий                | Второй             | Первый                  | Запасной                              | Турниры                               |
| ------------------------------------------------- | ----------------------- | --------------------- | ------------------ | ----------------------- | ------------------------------------- | ------------------------------------- |
| 2010—11                                           | Кристине Ведум Давангер | Пиа Трульсен          | Nora Hilding       | Юлие Мольнар            | Marie Odnes тренер: Тормод Андреассен | ПЕЮ 2011 · ЧМЮ 2011 (7 место)         |
| 2011—12                                           | Кристине Ведум Давангер | Malin Frondell Lochen | Юлие Мольнар       | Ингвиль Скага           |                                       |                                       |
| 2012                                              | Кристине Ведум Давангер | Пиа Трульсен          | Nora Hilding       | Юлие Мольнар            | Ингвиль Скага тренер: Петтер Моэ      | ЧМЮ 2012 (7 место)                    |
| 2013                                              | Кристине Ведум Давангер | Nora Hilding          | Ингвиль Скага      | Стине Холиен            | Юлие Мольнар тренер: Петтер Моэ       | ЧМЮ 2013 (10 место)                   |
| 2013—14                                           | Марианне Рёрвик         | Аннелине Скорсмоэн    | Камилла Хольт      | Юлие Мольнар            | Пиа Трульсен                          | ЧЕ 2013 (9 место)                     |
| 2014                                              | Nora Hilding            | Юлие Мольнар          | Ингвиль Скага      | Стине Холиен            | тренер: Петтер Моэ                    | ПЕЮ 2014 (5 место)                    |
| 2014—15                                           | Кристин Скаслиен        | Аннелине Скорсмоэн    | Юлие Мольнар       | Кристине Ведум Давангер | Пиа Трульсен                          | ЧЕ 2014 (11 место) ЧМ 2015 (10 место) |
| 2015                                              | Пиа Трульсен            | Юлие Мольнар          | Ингвиль Скага      | Стине Холиен            |                                       | ЗУ 2015 (6 место)                     |
| 2015—16                                           | Кристин Скаслиен        | Аннелине Скорсмоэн    | Юлие Мольнар       | Кристине Ведум Давангер | Майя Рамсфьелл                        | ЧЕ 2015 (8 место)                     |
| 2016—17                                           | Кристин Скаслиен        | Аннелине Скорсмоэн    | Юлие Мольнар       | Кристине Ведум Давангер |                                       | ЧЕ 2016 (9 место)                     |
| 2019—20                                           | Кристине Давангер       | Юлие Мольнар          | Ингрид Михальсен   | Ингвиль Скага           | Аннелине Скорсмоэн                    | ЧНЖ 2020                              |
| Кёрлинг для смешанных команд (mixed curling)      |                         |                       |                    |                         |                                       |                                       |
| 2014                                              | Стеффен Вальстад        | Кристин Скаслиен      | Магнус Недреготтен | Юлие Мольнар            |                                       | ЧЕСК 2014                             |
| 2015                                              | Стеффен Вальстад        | Юлие Мольнар          | Сандер Рёлвог      | Пиа Трульсен            |                                       | ЧМСК 2015                             |
| Кёрлинг для смешанных пар (mixed doubles curling) |                         |                       |                    |                         |                                       |                                       |
| 2017                                              | Юлие Мольнар            | Стеффен Вальстад      |                    |                         |                                       | ЧНСП 2017                             |

(скипы выделены полужирным шрифтом; см. также )